# Čenej
Čenej (en serbe cyrillique : Ченеј ; en hongrois : Csenej) est une localité de Serbie située dans la province autonome de Voïvodine et sur le territoire de la ville de Novi Sad, district de Bačka méridionale. Au recensement de 2011, elle comptait 2 095 habitants.
Čenej est officiellement classé parmi les villages de Serbie.

## Géographie
Čenej est situé au nord de la municipalité de Novi Sad. Deux petits villages, Pejićevi Salaši et Nemanovci, sont officiellement rattachés à Čenej.

## Histoire
En 1237, une localité portant le nom de terra Chemey est mentionnée à l'emplacement de l'actuel village. Čenej fut créé à partir d'un ensemble de fermes (salaši) regroupées autour de la route Bački Jarak - Zmajevo. L'église orthodoxe serbe du village a été construite en 1835.

## Démographie

### Évolution historique de la population
| 1948  | 1953  | 1961  | 1971  | 1981  | 1991  | 2002  | 2011  |
| ----- | ----- | ----- | ----- | ----- | ----- | ----- | ----- |
| 2 778 | 2 125 | 2 078 | 1 828 | 1 686 | 1 577 | 2 115 | 2 095 |

|  |